# Les Plans-sur-Bex
Les Plans-sur-Bex ou simplement Les Plans est une localité de la commune de Bex, dans le canton de Vaud en Suisse.

## Géographie
Les Plans-sur-Bex sont situés dans un vallon des Alpes vaudoises au sud-est du canton de Vaud à 1 095 mètres. Le vallon des Plans, orienté est-ouest, est dominé au nord par la Tête à Bosset, au nord-est par le Lion d'Argentine, au sud-ouest par le grand Muveran et au sud par la pointe des Savolaires sur la crête nord du vallon de Nant. L'Avançon de Nant traverse la localité dans le sud du vallon. Selon la typologie des paysages suisses, le hameau se situe dans un paysage montagnard calcaire des Alpes septentrionales.
Le hameau est accessible par la route Bex - Frenières - Les Plans - Pont de Nant notamment par car postal depuis la gare de Bex. En hiver, cette route de 12,5 km est l'unique accès aux Plans. Durant la belle saison, il est possible de rejoindre directement Gryon à 11 km et Villars-sur-Ollon à 14,5 km par une route secondaire.

### Climat
Selon la classification de Köppen, Les Plans se trouve dans une région au climat continental humide.
| Mois                                | jan. | fév. | mars | avril | mai | juin | jui. | août | sep. | oct. | nov. | déc. | année |
| ----------------------------------- | ---- | ---- | ---- | ----- | --- | ---- | ---- | ---- | ---- | ---- | ---- | ---- | ----- |
| Température moyenne (°C)            | −3,4 | −1,9 | 1,1  | 4,9   | 9,3 | 12,6 | 14,9 | 13,9 | 11,1 | 6,5  | 0,9  | −2,6 | 5,6   |
| Précipitations (mm)                 | 117  | 110  | 118  | 111   | 130 | 156  | 124  | 133  | 102  | 115  | 121  | 115  | 1 452 |
| dont neige (cm)                     | 51   | 66   | 60   | 34    |     |      |      |      |      |      | 8    | 22   | 39    |
| Nombre de jours avec précipitations | 9    | 9    | 10   | 9     | 11  | 12   | 9    | 10   | 8    | 8    | 9    | 7    | 113   |

|                     | jan.                                                    | fév.                                                    | mars                                                    | avril                                                   | mai                                                     | juin                                                    | jui.                                                    | août                                                    | sep.                                                    | oct.                                                    | nov.                                                    | déc.                                                    | année                                                   |
| Insolation          | 60-90                                                   | 90-120                                                  | 120-150                                                 | 150-180                                                 | 150-180                                                 | 150-180                                                 | 180-210                                                 | 180-210                                                 | 150-180                                                 | 120-150                                                 | 60-90                                                   | 30-60                                                   | 1700-1800                                               |
| Jours de brouillard | 4-6                                                     |                                                         |                                                         | 4-6                                                     |                                                         |                                                         | 2-4                                                     |                                                         |                                                         | 2-4                                                     |                                                         |                                                         |                                                         |
| Insolation          | Durée d'insolation mensuelle en h/mois (moy. 1931-1970) | Durée d'insolation mensuelle en h/mois (moy. 1931-1970) | Durée d'insolation mensuelle en h/mois (moy. 1931-1970) | Durée d'insolation mensuelle en h/mois (moy. 1931-1970) | Durée d'insolation mensuelle en h/mois (moy. 1931-1970) | Durée d'insolation mensuelle en h/mois (moy. 1931-1970) | Durée d'insolation mensuelle en h/mois (moy. 1931-1970) | Durée d'insolation mensuelle en h/mois (moy. 1931-1970) | Durée d'insolation mensuelle en h/mois (moy. 1931-1970) | Durée d'insolation mensuelle en h/mois (moy. 1931-1970) | Durée d'insolation mensuelle en h/mois (moy. 1931-1970) | Durée d'insolation mensuelle en h/mois (moy. 1931-1970) | Durée d'insolation mensuelle en h/mois (moy. 1931-1970) |
| Joues de brouillard | Joues de brouillard par mois (moy. 1931-1970)           | Joues de brouillard par mois (moy. 1931-1970)           | Joues de brouillard par mois (moy. 1931-1970)           | Joues de brouillard par mois (moy. 1931-1970)           | Joues de brouillard par mois (moy. 1931-1970)           | Joues de brouillard par mois (moy. 1931-1970)           | Joues de brouillard par mois (moy. 1931-1970)           | Joues de brouillard par mois (moy. 1931-1970)           | Joues de brouillard par mois (moy. 1931-1970)           | Joues de brouillard par mois (moy. 1931-1970)           | Joues de brouillard par mois (moy. 1931-1970)           | Joues de brouillard par mois (moy. 1931-1970)           | Joues de brouillard par mois (moy. 1931-1970)           |

|                                                                                    | printemps | été   | automne | hiver | année |
| Fréquence saisonnière des orages proches et lointains jours/saison (moy.1931-1980) | 2-4       | 10-15 | 1-2     | 0-1   | 25-30 |

## Histoire
Les premiers habitants permanents s’installent aux Plans dans la première moitié du XVIIIe siècle : le vallon des Plans était jusqu’alors un lieu de pâturage utilisé par les paysans de Frenières et de Bex.
La notoriété des Plans-sur-Bex doit beaucoup à Albrecht von Haller. Le savant bernois est le directeur des Salines de Roche entre 1758 et 1764. Passionné par la botanique, Albrecht von Haller visite les Plans et y découvre une grande variété de plantes. Il est secondé dans son travail d’herborisation par des habitants des Plans, Pierre Thomas et son fils Abraham. 
Installés aux Devens, Abraham Thomas puis ses fils font commerce de plantes et servent de guides aux naturalistes attirés aux Plans par la réputation de Albrecht von Haller. En 1775, Thomas Blaikie visite le vallon des Plans où il herborise, conduit par Abraham Thomas. 
Au début du XIXe siècle, la botanique et le goût de courses en montagne font des Plans-sur-Bex une destination de choix, qui vaut au vallon d’être mentionné dans les premiers guides touristiques, dont le Guide pour faire le voyage de Suisse de la manière la plus utile et la plus agréable, publié par Johann Gottfried Ebel en 1795.
À la fin du XIXe siècle, l'écrivain Eugène Rambert publie Bex et ses environs. Guide et souvenir (1871), témoignage de sa passion pour les alpes vaudoises et les Plans-sur-Bex, qu'il connaît depuis 1846. 

## Monuments et sites

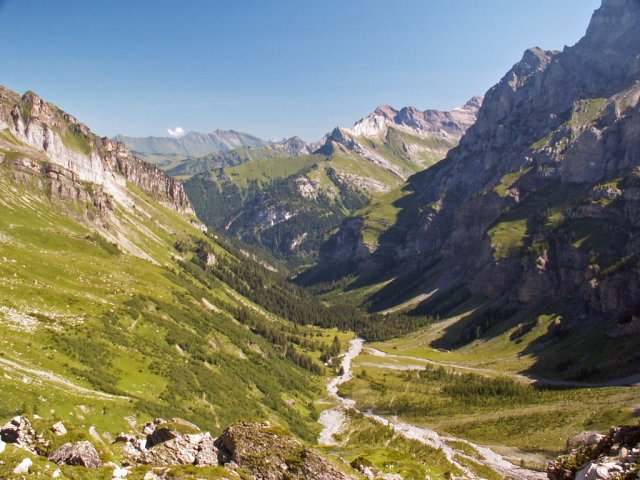
Vue du vallon de Nant en direction de Pont-de-Nant et du Lion d'Argentine. A droite le cirque rocheux constitué du grand Muveran et de la dent Favre

Créé en 1891 par la Société de développement de Bex, le jardin botanique de la Thomasia à Pont-de-Nant est un hommage aux premiers herboristes du vallon des Plans, la famille Thomas. Le jardin présente environ 3000 plantes de montagne classées géographiquement.
L'est du vallon est en zone II (zone soumise à des dispositions de protection partielle) du district franc fédéral du Grand Muveran, les versants nord et sud du vallon sont en zone III (périmètre de dégâts causés par le gibier).
Gérée par Pro Natura, la réserve naturelle du vallon de Nant se visite au départ de Pont-de-Nant.
Le paysage entourant la localité est inscrit à l'inventaire fédéral des paysages, sites et monuments naturels d'importance nationale : Diablerets-Vallon de Nant-Derborence (Partie ouest).

## Sport
De nombreuses randonnées de difficulté variable sont possibles au départ des Plans, notamment le tour des Muverans. Chaque printemps, le départ et l'arrivée de la course de ski-alpinisme des Trophées du Muveran sont aux Plans.
Une piste de ski de fond de 7 km parcourt le vallon des Plans. De nuit, elle est éclairée sur 2,5 km. Un téléski enfant est situé au fond du vallon. Il est ouvert les mercredis, les fins de semaine et durant les vacances scolaires de 13 h 30 à 16 h.
De 1969 jusqu'au début des années 1980, un téléski arbalète 2 places du constructeur Bühler était située au fond du vallon. La station amont se trouvait à 1 310 mètres d'altitude au lieu-dit La Combe et la station aval, qui accueillait la motrice, à 1 100 mètres d'altitude entre le petit téléski actuel et Mamont.

## Galerie

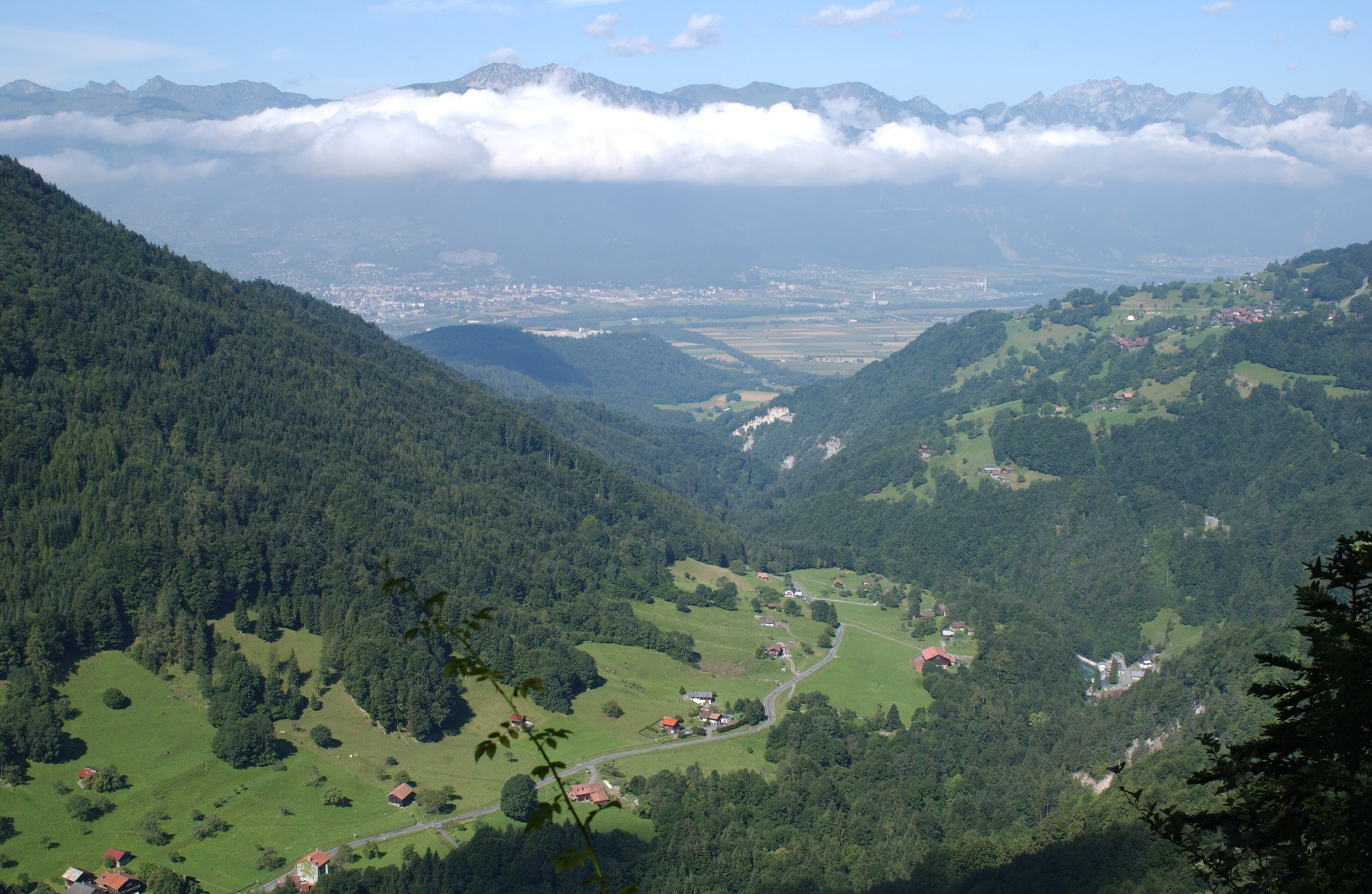
Vue vers Frenières et la vallée du Rhône depuis les Plans
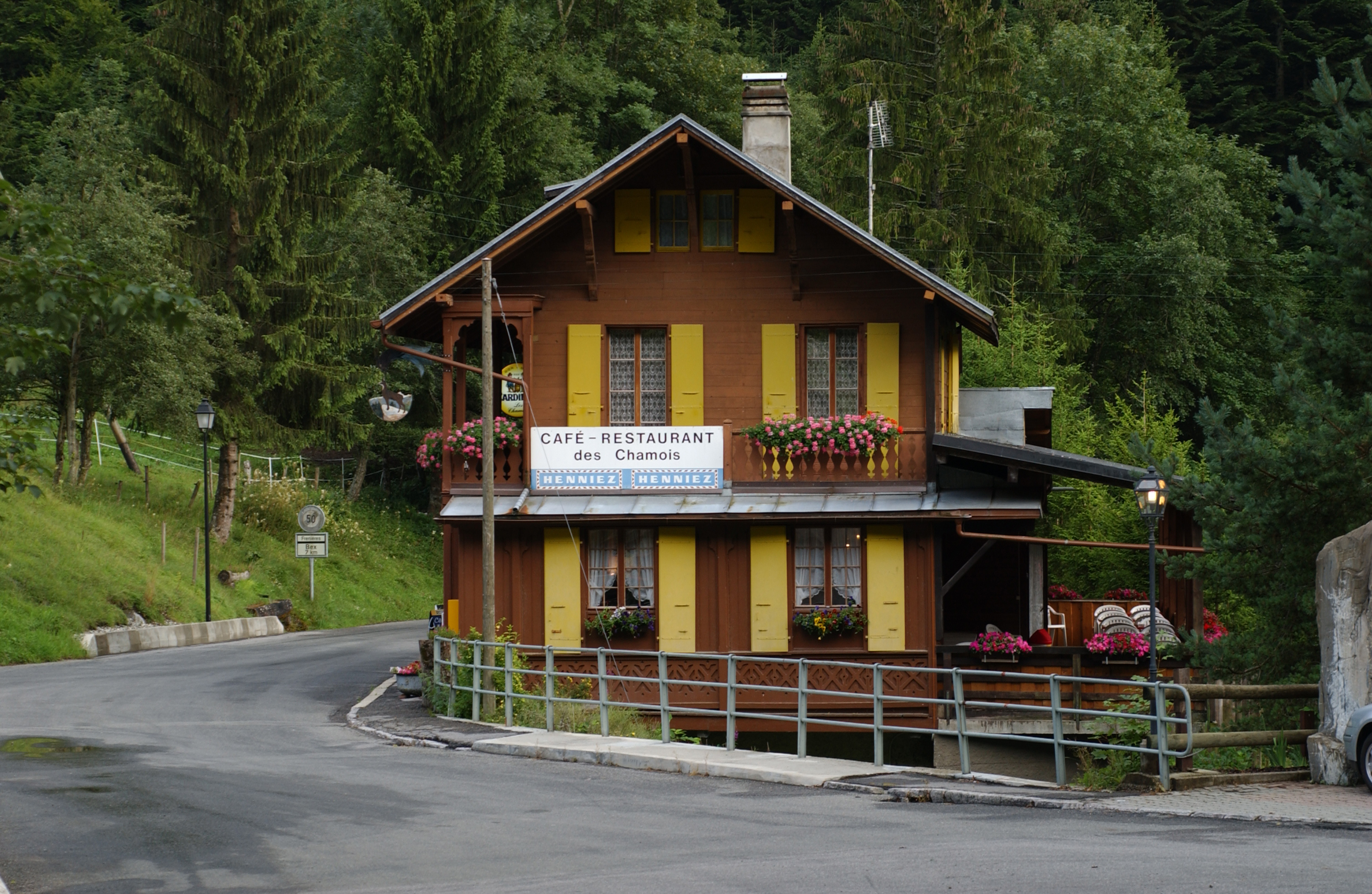
Café-restaurant au bord de l'Avançon aux Plans
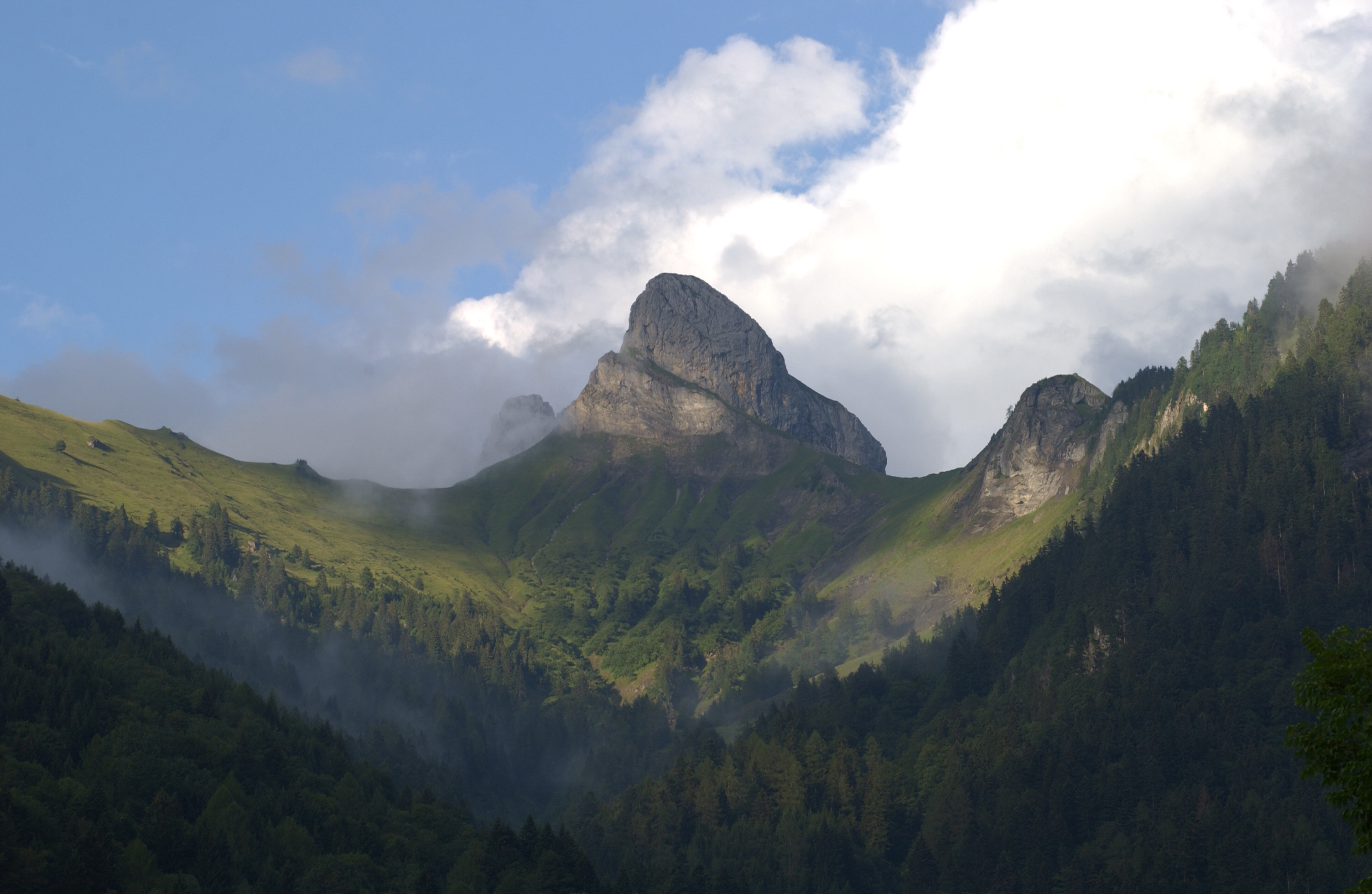
Le Lion d'Argentine, vu des Plans
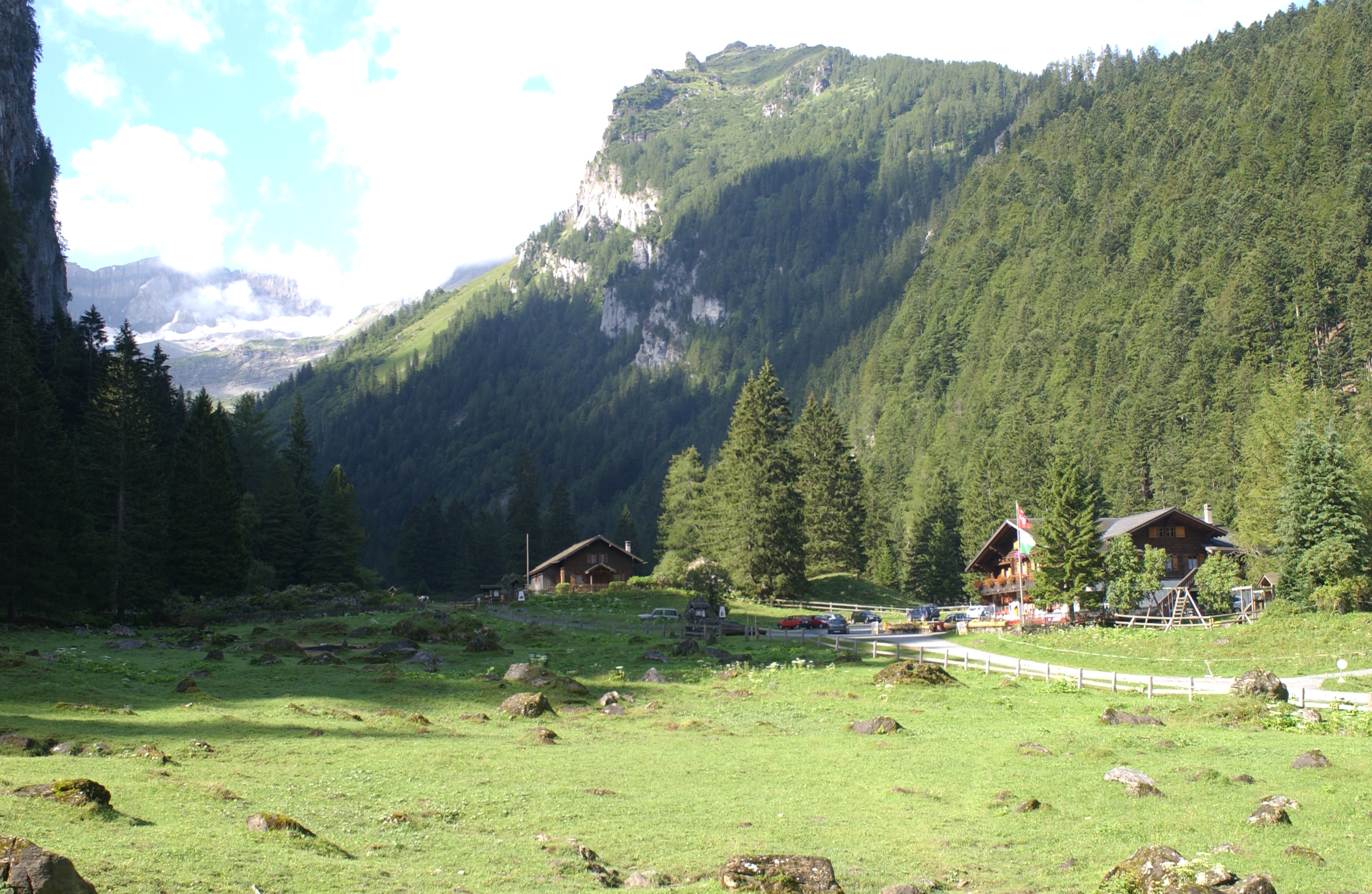
Vue du vallon de Nant depuis Pont-de-Nant, au-dessus des Plans
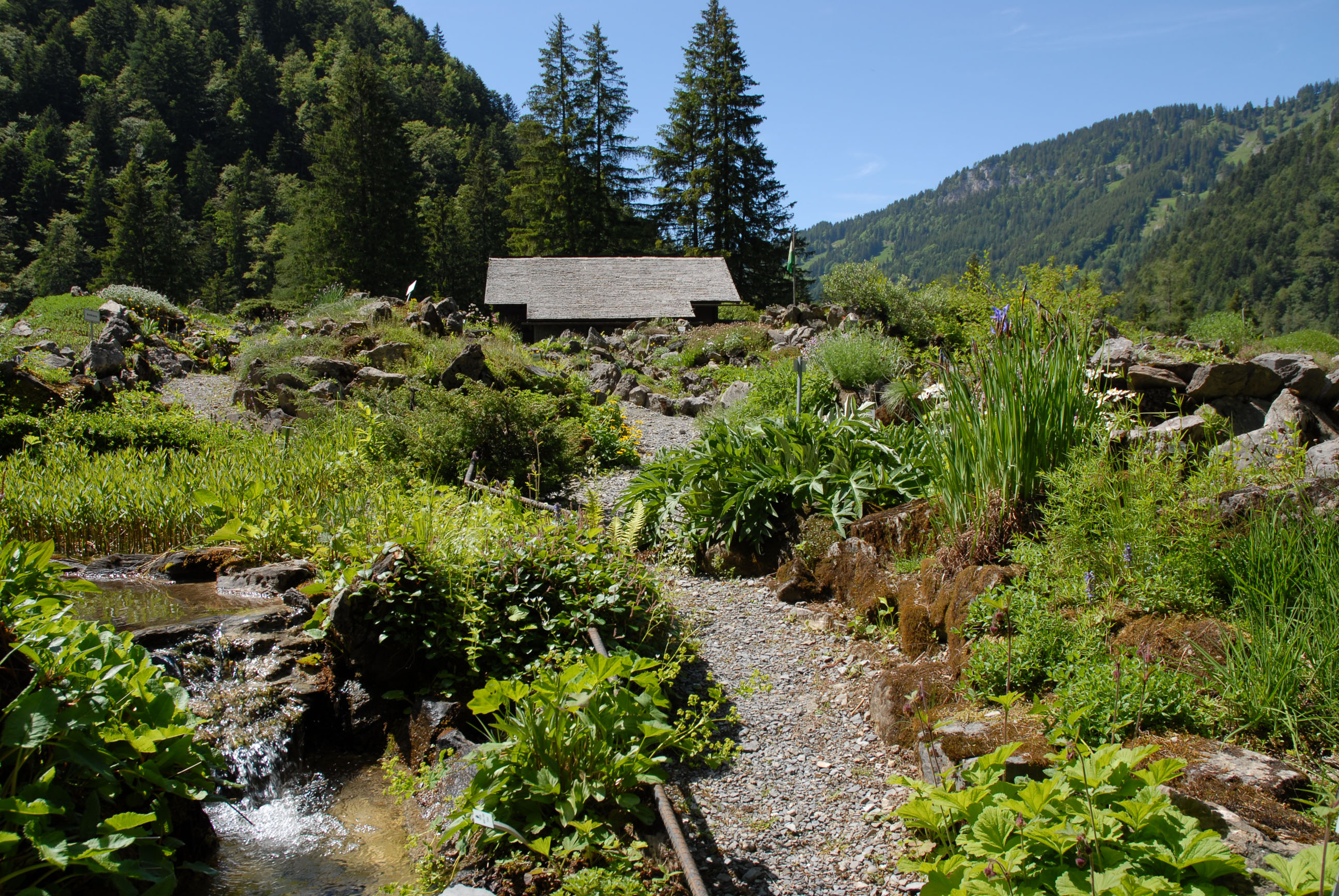
Le jardin botanique de la Thomasia à Pont-de-Nant